# Cocherel
Ne doit pas être confondu avec Houlbec-Cocherel ou Hardencourt-Cocherel.
Cocherel est une commune française située dans le département de Seine-et-Marne, en région Île-de-France.

## Géographie

### Localisation

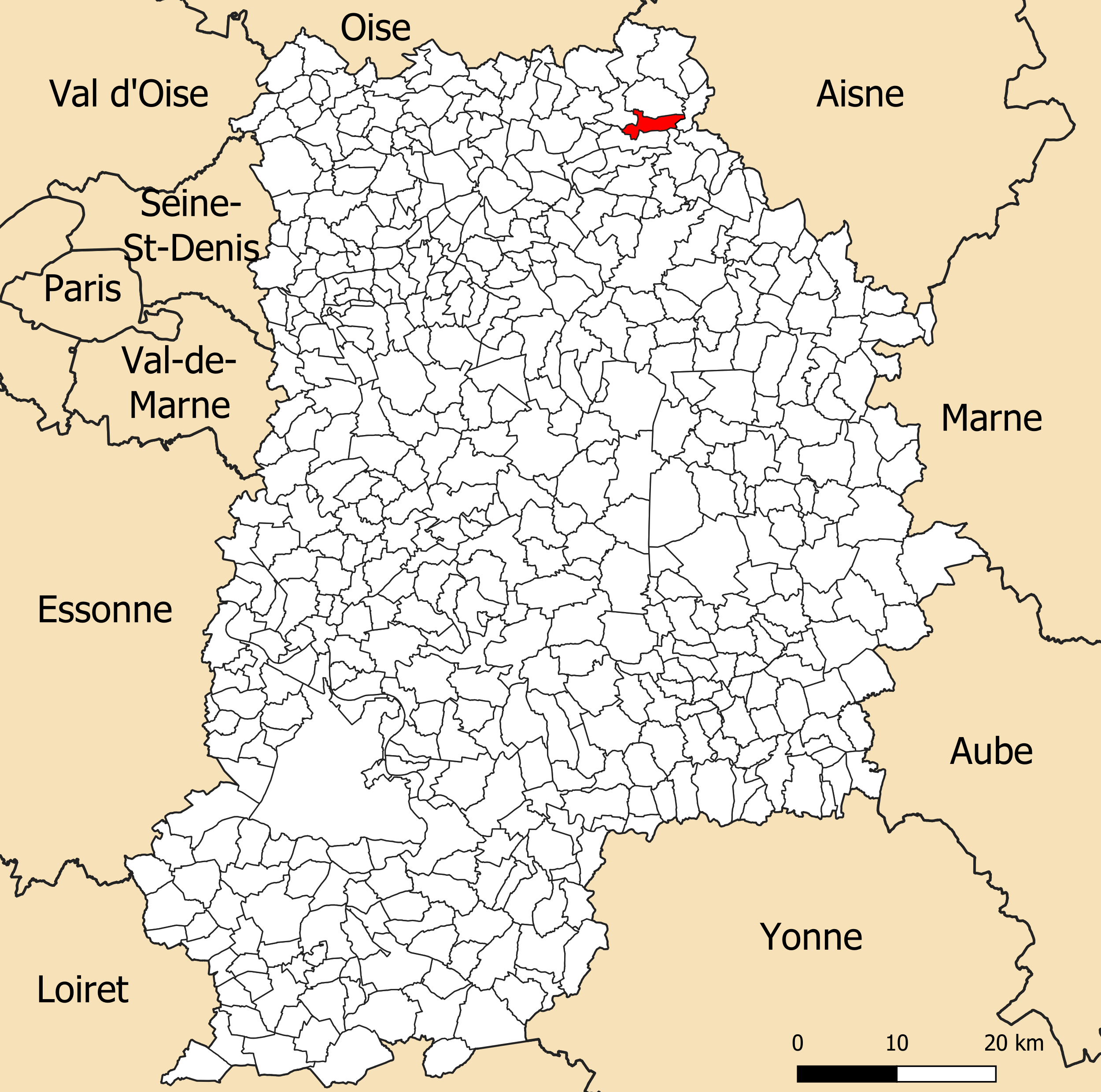
Localisation de la commune de Cocherel dans le département de Seine-et-Marne

Cocherel est située à 6 km à l'est de Lizy-sur-Ourcq et à 11 km au sud-est de Crouy-sur-Ourcq.

### Communes limitrophes
| Ocquerre | Vendrest | Dhuisy   |
|          | Cocherel |          |
| Tancrou  |          | Chamigny |

### Géologie et relief
Cocherel se trouve sur le plus haut plateau de Seine-et-Marne.
Son altitude varie de 97 mètres à 209 mètres pour le point le plus haut , le centre du bourg se situant à environ 172 mètres d'altitude (mairie).
La commune est classée en zone de sismicité 1, correspondant à une sismicité très faible.

### Hydrographie

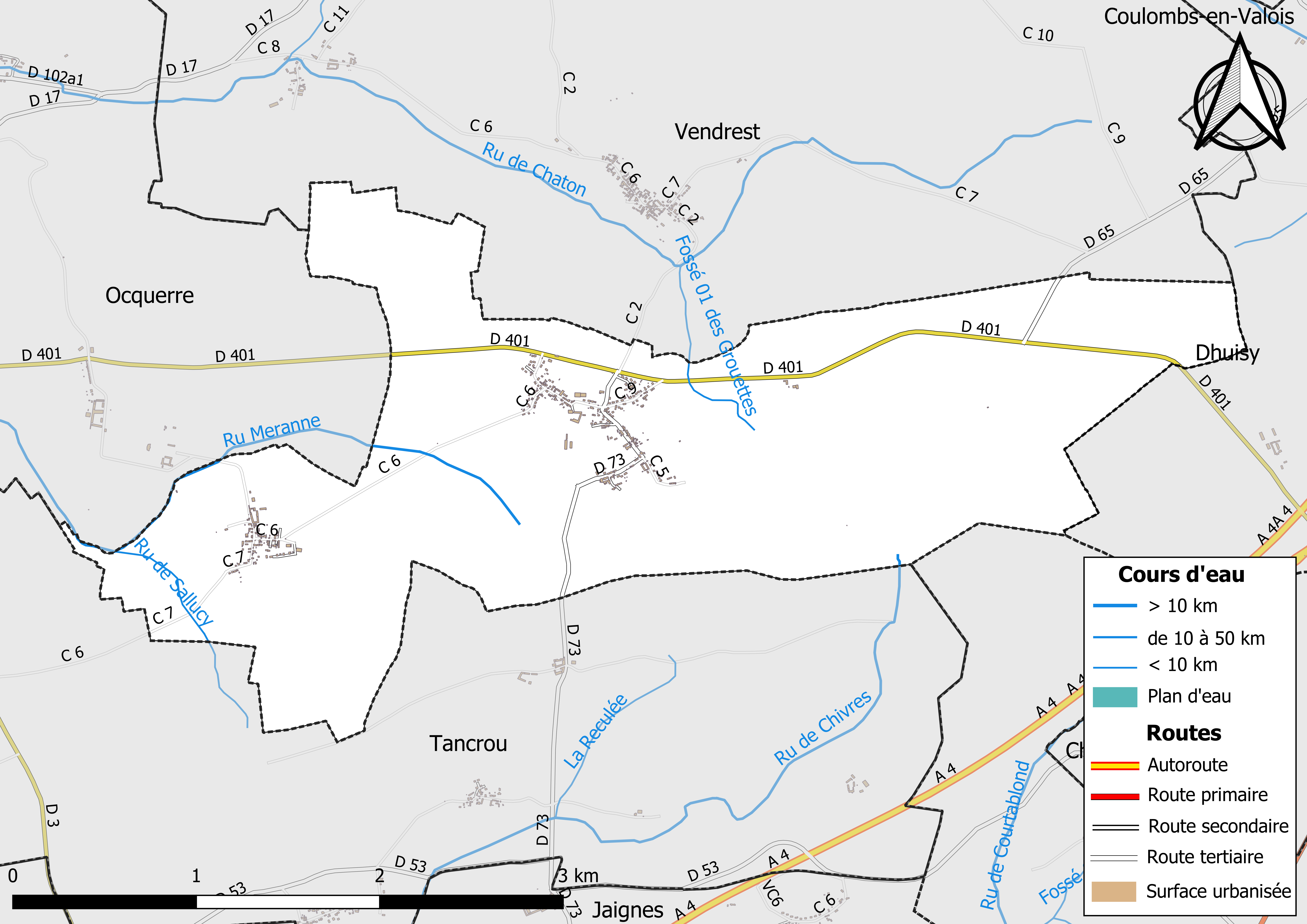
Carte des réseaux hydrographique et routier de Cocherel.

Le réseau hydrographique de la commune se compose de quatre cours d'eau référencés :
- le ru de Chivres (ou ru de Rutel), long de 8,90 km[3], affluent de la Marne ;
- le ru de Méranne, long de 6,24 km[4], affluent de l’Ourcq ;
  - le ru de Sallucy , 1,36 km[5], conflue avec le ru de Méranne ;
- le fossé 01 des Grouettes, 1,17 km[6], qui conflue avec le ru de Chaton.

La longueur totale des cours d'eau sur la commune est de 2,52 km.

### Climat
Pour des articles plus généraux, voir Climat de l'Île-de-France et Climat de Seine-et-Marne.
En 2010, le climat de la commune est de type climat océanique dégradé des plaines du Centre et du Nord, selon une étude du CNRS s'appuyant sur une série de données couvrant la période 1971-2000. En 2020, Météo-France publie une typologie des climats de la France métropolitaine dans laquelle la commune est exposée à un climat océanique altéré et est dans la région climatique Nord-est du bassin Parisien, caractérisée par un ensoleillement médiocre, une pluviométrie moyenne régulièrement répartie au cours de l’année et un hiver froid (3 °C).
Pour la période 1971-2000, la température annuelle moyenne est de 10,6 °C, avec une amplitude thermique annuelle de 15,1 °C. Le cumul annuel moyen de précipitations est de 775 mm, avec 11,5 jours de précipitations en janvier et 8,7 jours en juillet. Pour la période 1991-2020, la température moyenne annuelle observée sur la station météorologique la plus proche, située sur la commune d'Ussy-sur-Marne à 8 km à vol d'oiseau, est de 11,3 °C et le cumul annuel moyen de précipitations est de 726,5 mm,. Pour l'avenir, les paramètres climatiques de la commune estimés pour 2050 selon différents scénarios d'émission de gaz à effet de serre sont consultables sur un site dédié publié par Météo-France en novembre 2022.

### Milieux naturels et biodiversité

#### Réseau Natura 2000

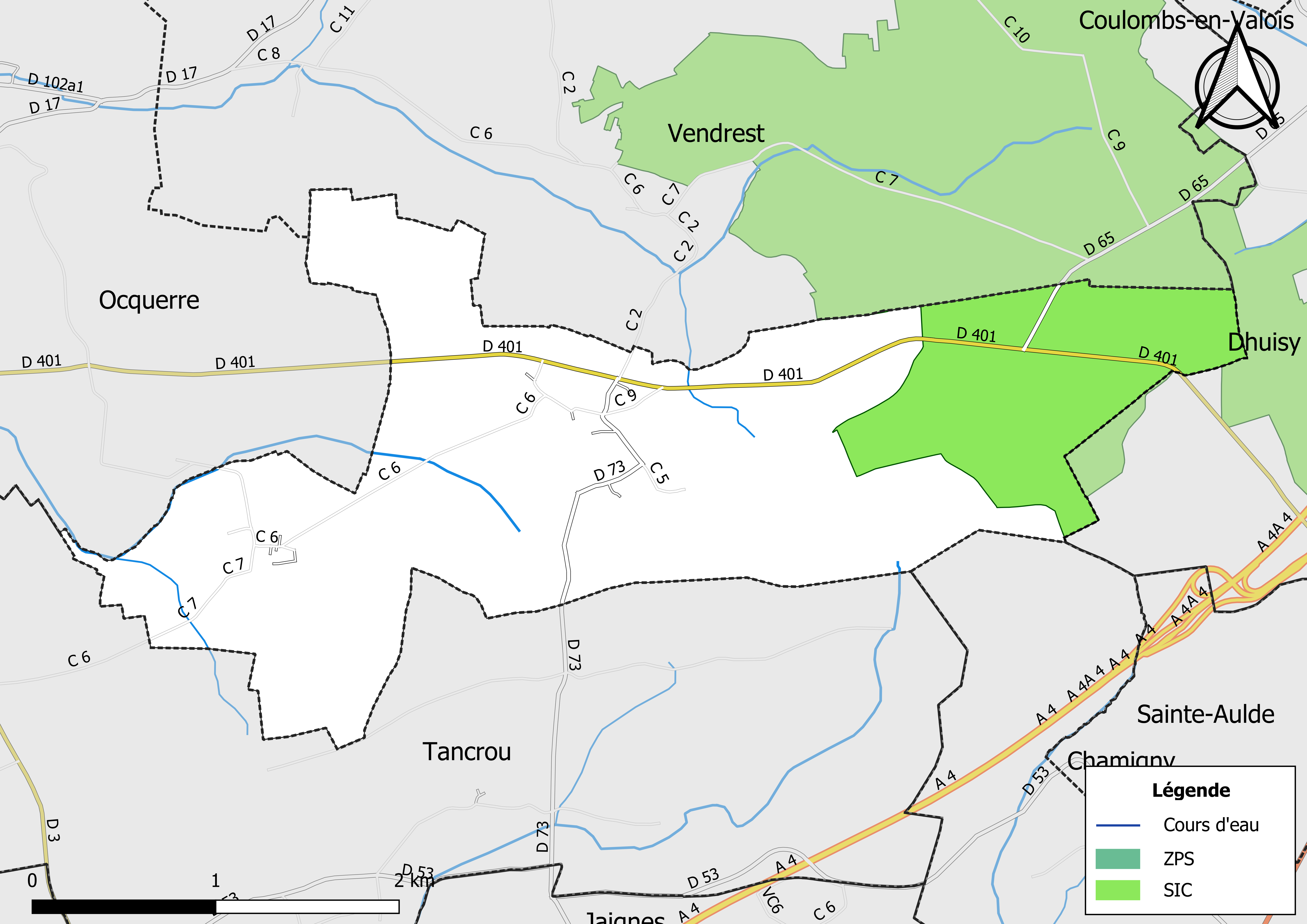
Sites Natura 2000 sur le territoire communal.

Le réseau Natura 2000 est un réseau écologique européen de sites naturels d’intérêt écologique élaboré à partir des Directives « Habitats » et « Oiseaux ». Ce réseau est constitué de Zones spéciales de conservation (ZSC) et de Zones de protection spéciale (ZPS). Dans les zones de ce réseau, les États Membres s'engagent à maintenir dans un état de conservation favorable les types d'habitats et d'espèces concernés, par le biais de mesures réglementaires, administratives ou contractuelles.
Un site Natura 2000 a été défini sur la commune au titre de la « directive Habitats » : 
- le « Bois des réserves, des usages et de Montgé », d'une superficie de 863 ha constitue un ensemble de milieux diversifiés comprenant en majorité des boisements. Une des plus importantes populations connues en Île-de-France de Sonneur à ventre jaune (Bombina variegata) est présente sur le site[16],[17] ;

#### Zones naturelles d'intérêt écologique, faunistique et floristique
L’inventaire des zones naturelles d'intérêt écologique, faunistique et floristique (ZNIEFF) a pour objectif de réaliser une couverture des zones les plus intéressantes sur le plan écologique, essentiellement dans la perspective d’améliorer la connaissance du patrimoine naturel national et de fournir aux différents décideurs un outil d’aide à la prise en compte de l’environnement dans l’aménagement du territoire.
Le territoire communal de Cocherel comprend une ZNIEFF de type 1,, 
le « Bois de Montge à Cocherel » (122,66 ha), couvrant 3 communes du département
, et un ZNIEFF de type 2,, 
les « Bois des Réserves, bois des Usages, bois de Montge et boisements associés » (864,77 ha), couvrant 4 communes du département.

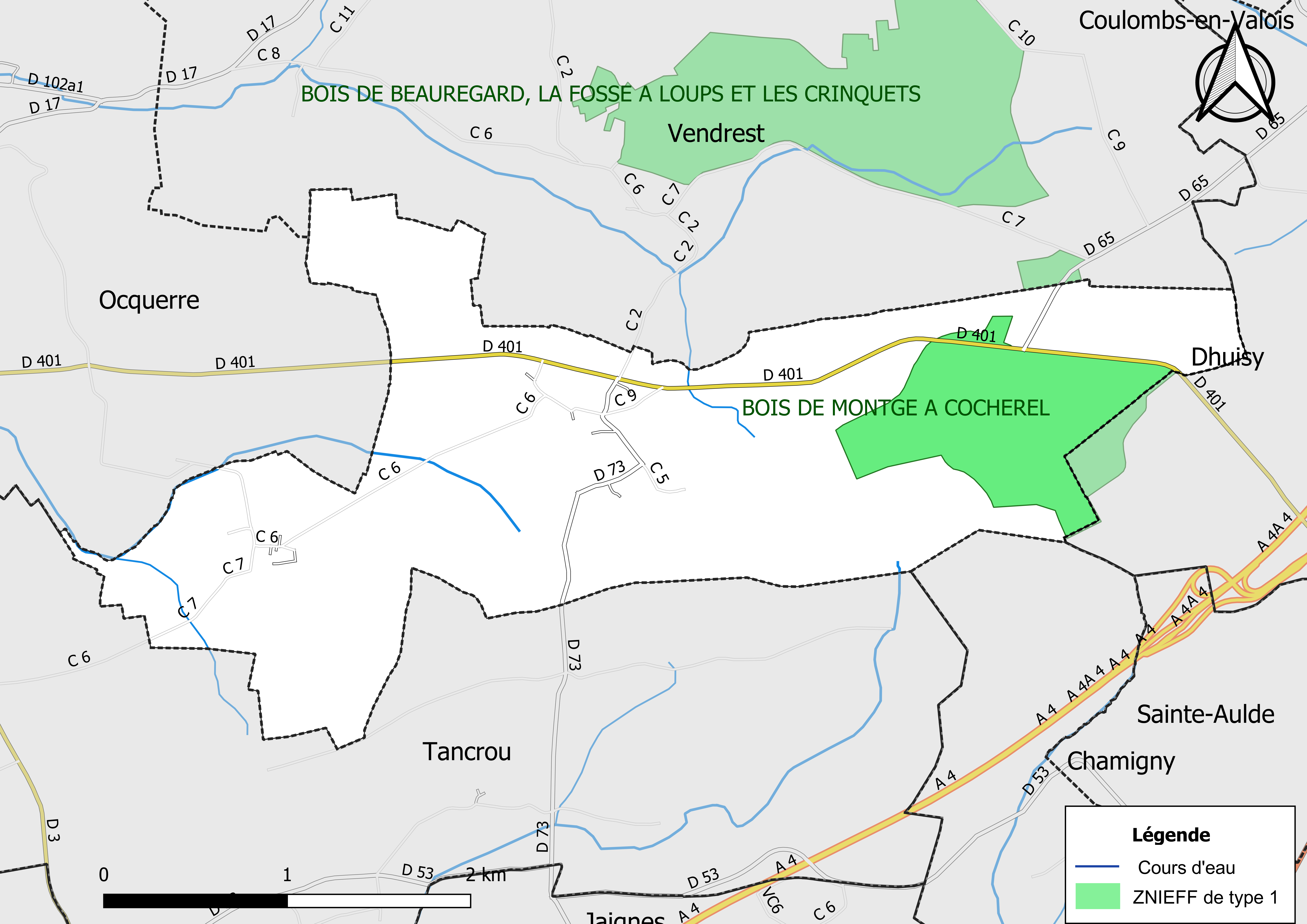
Carte des ZNIEFF de type 1 de la commune.
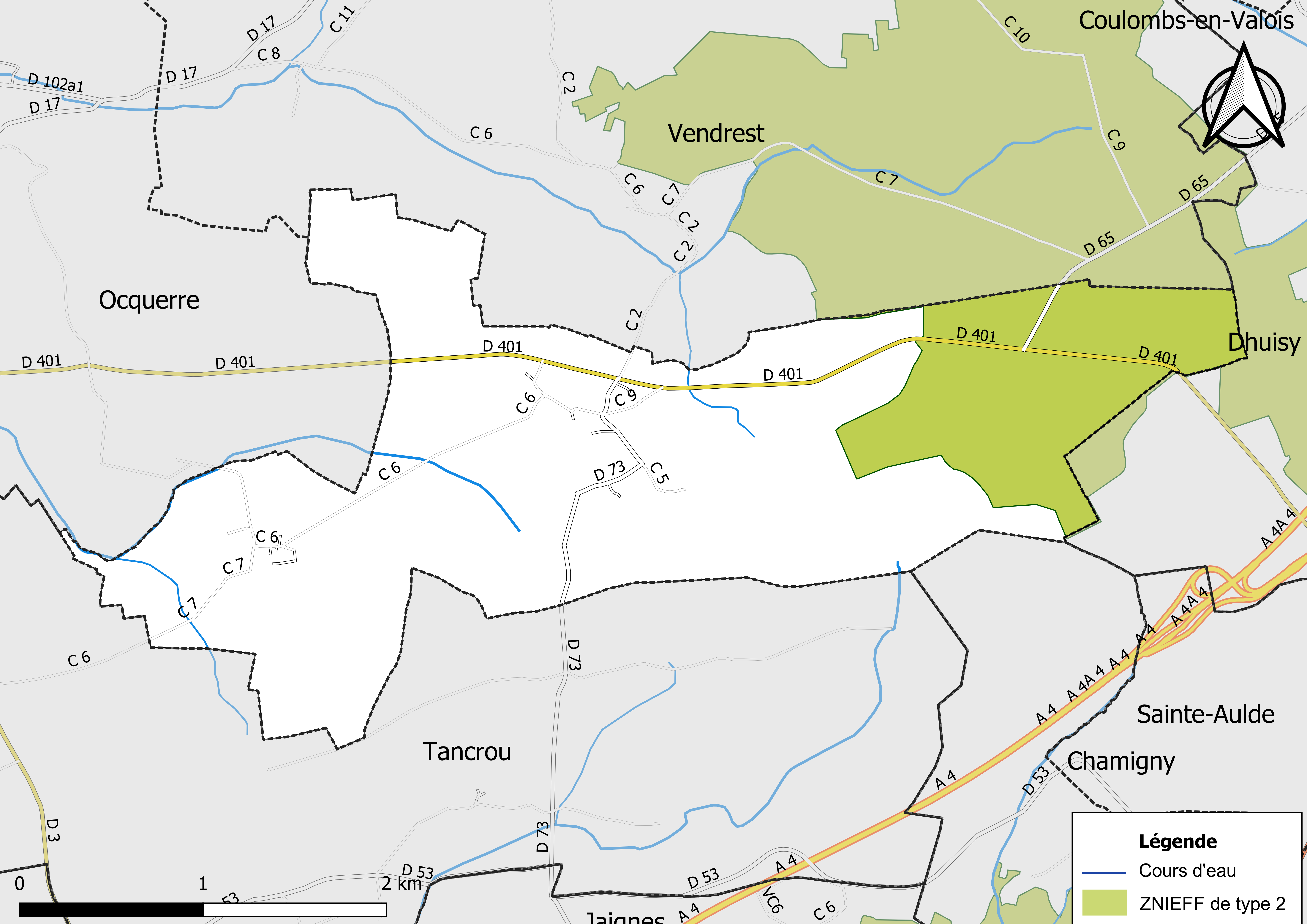
Carte des ZNIEFF de type 2 de la commune.

## Urbanisme

### Typologie
Au 1er janvier 2024, Cocherel est catégorisée commune rurale à habitat dispersé, selon la nouvelle grille communale de densité à sept niveaux définie par l'Insee en 2022.
Elle est située hors unité urbaine. Par ailleurs la commune fait partie de l'aire d'attraction de Paris, dont elle est une commune de la couronne,. Cette aire regroupe 1 929 communes,.

### Lieux-dits et écarts
La commune compte 63 lieux-dits administratifs répertoriés consultables ici (source : le fichier Fantoir) dont Crépoil (absorbé en 1842).

### Occupation des sols
L'occupation des sols de la commune, telle qu'elle ressort de la base de données européenne d’occupation biophysique des sols Corine Land Cover (CLC), est marquée par l'importance des territoires agricoles (79,4 % en 2018), une proportion identique à celle de 1990 (79,4 %). La répartition détaillée en 2018 est la suivante : 
terres arables (77,1% ), forêts (16,2% ), zones urbanisées (4,5% ), prairies (2,2 %).
Parallèlement, L'Institut Paris Région, agence d'urbanisme de la région Île-de-France, a mis en place un inventaire numérique de l'occupation du sol de l'Île-de-France, dénommé le MOS (Mode d'occupation du sol), actualisé régulièrement depuis sa première édition en 1982. Réalisé à partir de photos aériennes, le Mos distingue les espaces naturels, agricoles et forestiers mais aussi les espaces urbains (habitat, infrastructures, équipements, activités économiques, etc.) selon une classification pouvant aller jusqu'à 81 postes, différente de celle de Corine Land Cover,,. L'Institut met également à disposition des outils permettant de visualiser par photo aérienne l'évolution de l'occupation des sols de la commune entre 1949 et 2018.

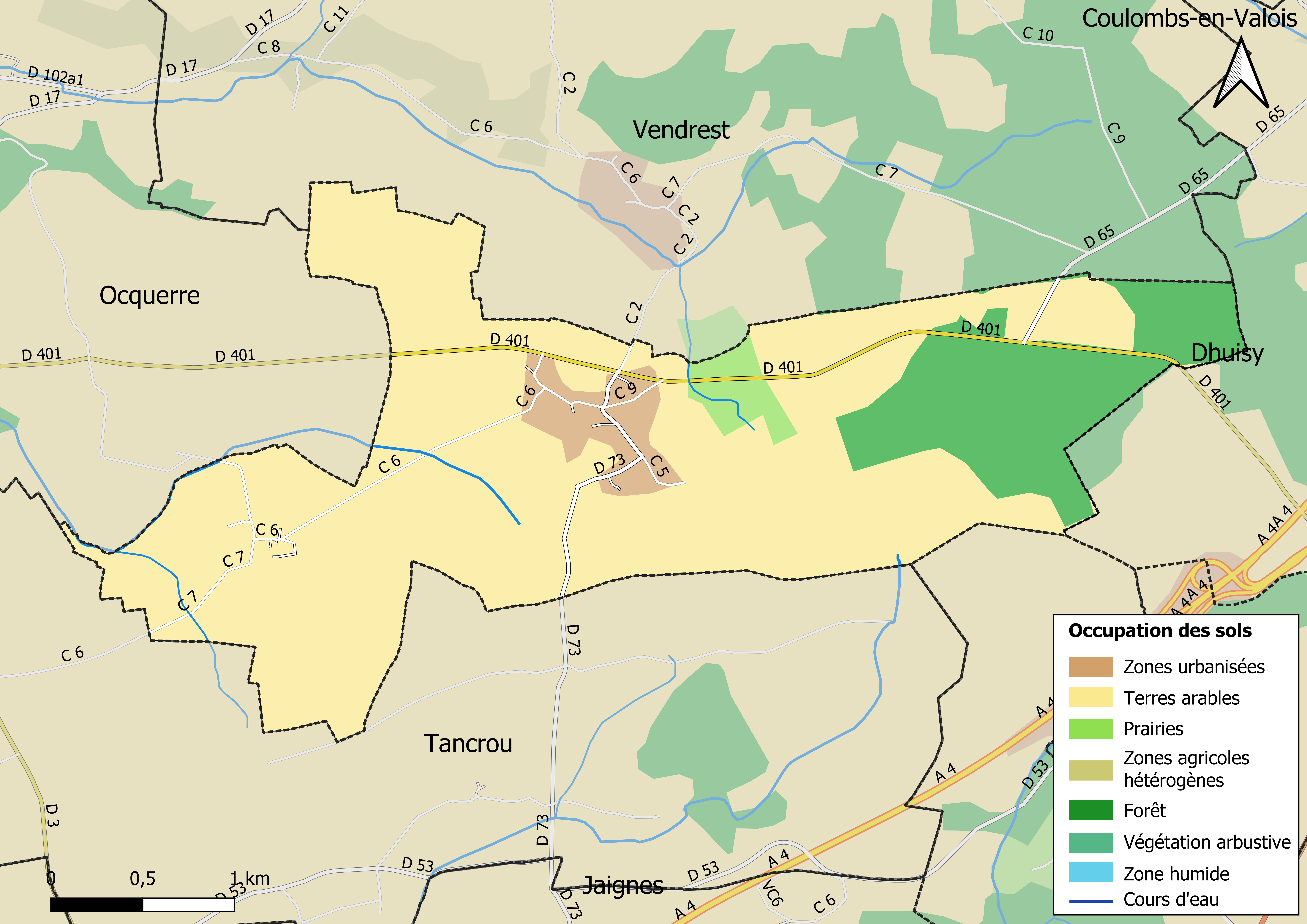
Carte des infrastructures et de l'occupation des sols en 2018 (CLC) de la commune.
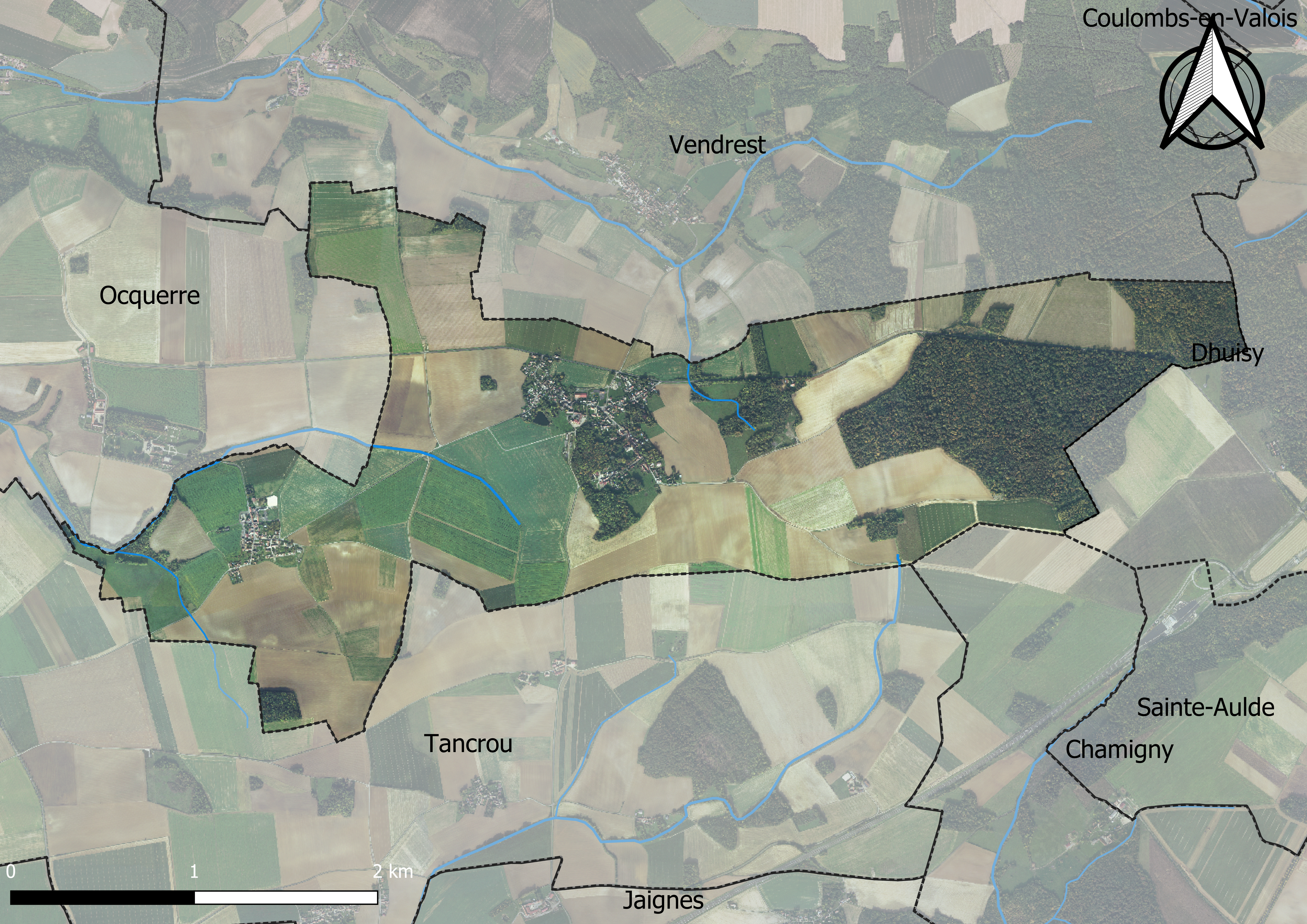
Carte orhophotogrammétrique de la commune.

### Planification
La loi SRU du 13 décembre 2000 a incité les communes à se regrouper au sein d’un établissement public, pour déterminer les partis d’aménagement de l’espace au sein d’un SCoT, un document d’orientation stratégique des politiques publiques à une grande échelle et à un horizon de 20 ans et s'imposant aux documents d'urbanisme locaux, les PLU (Plan local d'urbanisme). La commune est dans le territoire du SCOT Marne Ourcq, approuvé le 6 avril 2017 et porté par le syndicat Mixte Marne-Ourcq regroupant 41 communes du Pays de l'Ourcq et du Pays Fertois.
La commune disposait en 2019 d'un plan local d'urbanisme approuvé. Le zonage réglementaire et le règlement associé peuvent être consultés sur le Géoportail de l'urbanisme.

### Logement
En 2017, le nombre total de logements dans la commune était de 255 dont 92,4 % de maisons (maisons de ville, corps de ferme, pavillons, etc.) et 6,8 % d'appartements.
Parmi ces logements, 89,3 % étaient des résidences principales, 2,5 % des résidences secondaires et 8,3 % des logements vacants.
La part des ménages fiscaux propriétaires de leur résidence principale s'élevait à 69,2 % contre 28,6 % de locataires dont, 0,4 % de logements HLM loués vides (logements sociaux) et, 2,2 % logés gratuitement.

### Voies de communication et transports

#### Transports
La commune est desservie par la ligne d’autocars No 41 (Vendrest - Lizy-sur-Ourcq) du réseau de bus Meaux et Ourcq.

## Toponymie
Le nom de la localité est mentionné sous les formes Chocherels et Chocherel vers 1140 ; Cocherel et Coscherel en 1151 et 1321 ; Concherellum en 1151 et 1253 ; Coucherel en 1151 et 1264 ; Corcheruel en 1151 et 1275 ; Cocherellum en 1151 1364 ; Coucherel en 1151 et 1621 ; Le fief de Conchereul vers 1540.
De coc ou cuc, « hauteur », Cocherel est le plus haut point des environs près du Tricochet où il y a effectivement trois "coc", trois collines, et à peu de distance, les pentes du Cochelin (colline), les Cochelines : collines à Mareuil-les-Meaux, la Cochette, dans la Montagne à Nanteuil-lès-Meaux, Cochepis : éminence entre deux sources à Magny-le-Hongre, « endroits où on élève des coqs ». Cocherel est située à une altitude qui atteint 209 mètres.

## Histoire
Cocherel et Crépoil (Cocherellium, Crispolium) ont formé avant 1790 deux paroisses distinctes et jusqu'en 1842 deux communes également distinctes. Une ordonnance royale du 11 décembre de cette dernière année les a réunies en une seule dont le chef-lieu a été fixé à Cocherel.
Dans les anciens titres Cocherel est souvent appelé Coucherel, dénomination encore usitée parfois et Couchereul; que ce nom vienne comme on l'a prétendu de Cocheria, gorges conduisant aux prés et aux bore, que Crépoil vienne du mot Crespelloe qui signifie crêpe, parce que, en ce lieu de bon pâturage et de bon beurre, il se fabriquait beaucoup de beignets de ce nom, ces étymologies sont assez agréables et assez amusantes pour qu'il n'y soit pas contredit.
La ville est à une altitude qui atteint 204 mètres près du bois de Montjay (aujourd’hui bois de Montgé). C'est, après Saint-Georges, de la commune de Verdelot, le point le plus élevé du département de Seine-et-Marne ; il n'y existe pas de cours d'eau superficiel permanent, mais seulement des rus (de la Vanche, de Méranne, des Plants), qui roulent les eaux de pluie et les conduisent à la rivière d'Ourcq. Le sol du territoire, léger au sud et au sud-ouest, est limoneux vers l'est, argileux au nord et à l'ouest. Le sol du village lui-même est naturellement humide ; l'hygiène de 1888 demande que le rez-de-chaussée des habitations soit surélevé et que le plâtre y soit employé avec réserve.
L'argile et le gypse, que renferme le sous-sol, ont donné naissance à deux industries dont il sera question plus loin ; à Crépoil le sous-sol fournit du grès extrait pour Paris.
Cocherel a peu d'eau potable ; l'eau des puits est chargée de calcaire ; les sources de la Vanche et de la Fontenelle en fournissent de meilleure, mais la seconde de ces sources est trop éloignée et la première restera trop faible et insuffisante, tant que des travaux de captation n'y seront pas exécutés.
La carte hydrologique de M. Delesse signale trois nappes souterraines, Cocherel domine à l'est et à l'ouest un horizon très-étendu ; il a servi de station aux peuplades de l'Age de la pierre.  Les Romains ont occupé ce point à leur tour.
Il dépend de Cocherel de toute ancienneté les hameaux de La Folie et de La Loge à l'est ; une tuilerie récemment établie près la route départementale forme un troisième écart ; Le Vivier, autre écart, a disparu ; Giencourt, autrefois fief particulier, n'est qu'un quartier du village.
Cocherel comptait 68 feux en 1698, 77 en 1771, soit environ 350 habitants, Crépoil comptait à celte dernière date 51 feux soit environ 230 habitants, au total 580 habitants. 11 n'en existait plus que 549 en 1846, et aujourd'hui ce nombre est réduit à 404 dont 241 seulement au chef-lieu, Cette dépopulation est presque sans exception dans les villages de notre contrée. D'autre part toutefois, on aurait peine à trouver aujourd'hui, comme le constatait le seigneur de Cocherel et de Crépoil en 1771, 30 ménages indigents ; sous ce rapport du moins il a été fait d'heureux progrès.
```
 La route départementale de Dammartin à Château-Thierry traverse le terroir de Cocherel et passe à proximité du village ; un chemin de grande communication aboutissant à La Ferté-sous-Jouarre a son point de départ dans Cocherel même ; des chemins vicinaux le relient à La Loge, à Crépoil, à Tancrou. Le chemin de grande communication de Lizy à Dhuisy prend naissance sur Cocherel, et on peut reconnaître qu'au regard de la vicinalité Cocherel est bien desservi. Crépoil profite d'une partie de ces chemins et est lui-même relié à La Trousse et de là à la route départementale.
```

Des épidémies y ont sévi à diverses époques ; une d'elles a enlevé 41 personnes en 1699 et il a fallu établir un nouveau cimetière. La petite vérole, en 1735, a fait 13 victimes. En 1849, 71 personnes ont été atteintes de la suette ; le choléra a enlevé, en 1866, 22 habitants ; d'autre part, en 1767, un incendie a dévoré 7 maisons voisines du presbytère, avec la grange aux dîmes, a causé la mort d'un habitant et occasionné une perte de plus de 20,000 livres. Un sinistre de même nature détruisit en 1790 la plupart des maisons de la rue de Normandie et fit quatre victimes. Le comte et la comtesse d'Harville, a ces deux époques, sont venus généreusement en aide aux familles atteintes par le fléau.
La suppression de mares d'eau stagnante à proximité du village, opérée récemment sur l'initiative de l'administration municipale et de M. Guillot, docteur médecin à Lizy, a contribué à l'assainissement du quartier limitrophe.
M. François Grandin, de Paris, né à Cocherel d'une famille fort ancienne de ce lieu, a fait élever vers 1866, sur l'emplacement d'une maison où il avait voulu que son père et sa mère passassent leurs vieux jours, une habitation élégante, confortable, qui a reçu le nom de château de la Maison neuve et à laquelle a été joint un vaste parc.
Cocherel et Crépoil sous l'ancien régime étaient de la généralité de Paris, de l'élection et du grenier à sel de Meaux, de la maîtrise des eaux et forêts de Crécy-en-Brie. Les appels de la justice seigneuriale se portaient au bailliage de La Ferté-sous-Jouarre et de là au Châtelet de Paris.

### Les Fiefs sur Cocherel

#### La Seigneurie
Jusqu'en 1789, il en était des terres comme des personnes : les unes étaient nobles, les autres roturières. Les biens nobles constituaient les fiefs et jouissaient de privilèges particuliers. Dans l'origine ces privilèges étaient exorbitants : le possesseur d'un fief pouvait se dire en même temps possesseur des personnes que le sort y avait fait naître ou y avait amenées. Celles-ci étaient « taillables et corvéables à merci ou de haut en bas » ; le seigneur pouvait exiger d'elles les impôts et les travaux les plus arbitraires ; elles ne pouvaient quitter la seigneurie, se marier au dehors, hériter même, que sous le bon plaisir du seigneur ou sous certaines redevances.
C'étaient les serfs et serves, ou hommes et femmes du corps, appelés aussi mainmortables. L'autorité royale, l'influence de l'église, le sentiment d'humanité progressivement développé chez le seigneur, l'intérêt même de ce seigneur, qui devait la richesse de sa seigneurie au nombre de ses sujets, le besoin d'indépendance de la part de ceux-ci qui, à force de travail et de privations, se mirent en état d'acheter leur affranchissement, conduisirent peu à peu les mainmortables à la liberté, dans notre contrée du moins ; s'il en existait encore en 1789 dans certaines provinces du royaume récemment annexées ou d'une civilisation arriérée, ce régime n'a guère, dans l'Ile-de-France et les provinces voisines, dépassé la première moitié du XVe siècle. Les fiefs ont toutefois conservé jusqu'à leur suppression le privilège d'être exempts de la taille royale, c'est-à-dire de l'impôt, s'ils étaient tenus et exploités par le propriétaire. Ils avaient, à de très rares exceptions près, droit de justice, c'est-à-dire que le possesseur y avait son tribunal dont la compétence, si elle comprenait la haute justice, était presque sans limite.
Ce même possesseur percevait sur les terres de roture situées en sa seigneurie des impôts appelés cens, lods et ventes, etc., dont il sera question plus loin. Il existait sur la paroisse de Cocherel plusieurs fiefs. Le principal, celui qui donnait le titre de seigneur de ce lieu, était le fief de la Grande Maison sur lequel se trouvait l'église. De lui relevaient : Le fief du Vivier ; Le fief des Riches ; Le fief do Fleurigny, tous les trois de la paroisse de Cocherel ; La seigneurie de Crépoil composée elle-même de deux fiefs : (de la grande maison de Crépoil et des Muresleaux) ; La seigneurie de La Trousse (la Grande-Maison et le fief de Marolles), à l'exception du château, parc et accins ; Un autre fief à Vieux-Moulin, qui Comprenait moitié de la cour du côté des moulins avec les moulins, l’île et partie des terres à cens, duquel dernier fief relevaient, à titre d'arrière fiefs, la Grande Maison de Mary et le fief de Condé au même lieu.
Sous l'ancien régime, le roi seul était indépendant : tout possesseur de fief relevait de lui ou d'un autre seigneur qui, lui-même, relevait du roi médiatement ou immédiatement. C'était comme les anneaux d'une chaîne indissoluble où presque tous étaient à la fois suzerains et vassaux. Plus Un fief comptait de fiefs relevant de lui, plus il avait d'importance ; car, outre l'hommage que ses vassaux lui devaient à chaque mutation, le seigneur dominant percevait, à l'ouverture de toute succession collatérale ou lors de la vente du fief servant, des redevances équivalant soit à une année de revenu (relief), soit au cinquième du prix (quint).
Le seigneur de la Grande Maison de Cocherel relevait du baron de Chamigny et de La Ferté-au-Col (La Ferté-sous-Jouarre) et était tenu envers lui des devoirs et redevances qu'il avait droit lui-même d'exiger de ses vassaux.
La seigneurie de Cocherel appartenait, en 1250, à Robert, garde de la terre de Champagne, qui fit avec Isabeau, abbesse de Jouarre, un accord au sujet de la répartition de tailles (Trésor des Charles) et qui en 1236 fut chargé comme arbitre de terminer un différend entre l'abbé de Saint-Faron de Meaux et le Chapitre de l'église do la même ville, concernant leurs biens sur la paroisse de Barcy. En 1270, le même Robert et Pierre de Cocherel, son co-seigneur, transigèrent avec le prieur de Reuil au sujet de ferrages et de redevances.
En 1309, le seigneur de Cocherel paraît avoir été Adam, qui avec sa femme Péronnelle vendit une pièce de terre au Chapitre de Meaux.
Ce qui est hors de doute, c'est qu'en 1487, le seigneur de Cocherel était Philippe Derquery ou plutôt Darcry, qui prenait le titre d'écuyer. Il fit, en cette année, au terrier de Vendrest, la déclaration des terres de sa seigneurie situées sur cette dernière paroisse.
En 1509, Robert Darcry, un descendant de Philippe, figura au procès-verbal de la rédaction des coutumes du bailliage de Meaux en sa qualité de seigneur de Cocherel ; en 1551, Jacques Darcry, en 1568, Antoine Darcry portaient ce titre ; en 1600, Sébastien Darcry, écuyer, en son nom et au nom de ses sœurs, fit foi et hommage et fournit aveu et dénombrement de leur terre et seigneurie de Cocherel à leur suzeraine, Diane de Vivonne, baronne de Chamigny. Semblable devoir fut encore rendu en 1617 (15 janvier), Ce fut Sébastien Darcry qui, par amitié pour son voisin et vassal, le seigneur de La Trousse, fit, comme il a été dit ci-dessus, don à celui-ci de la fontaine du Vivier, située près de Cocherel.
Le seigneur de La Trousse avait déjà à ce moment des possessions sur la paroisse de Cocherel : en 1612 il avait acquis de Claude de Renty, seigneur de Marcy, la terre et seigneurie du Vivier avec la moitié de la moyenne et basse justice du lieu, cens, rentes, lods et ventes, coutumes et autres droits seigneuriaux. Il avait acquis auparavant (25 mars 1609) du seigneur de la Grande-Maison de Mary-sur-Marne, le fief des Riches, appelé anciennement la masure de Fleurigny, ou les Ouches, que Philippe Darcry avait détaché de sa seigneurie et transmis à Jean Leriche qui lui avait donné son nom.
En 1613 le 4 juin, le même seigneur de La Trousse rendit foi et hommage pour ces deux nouvelles possessions à Sébastien Darcry dont elles relevaient.
De ces deux seigneurs, le vassal était plus puissant que le suzerain : Sébastien Le Hardy, sieur de La Trousse, était, comme on l'a vu, conseiller du roi en ses conseils d'Etat et privé, capitaine des gardes de la porte de Sa Majesté, prévôt ordinaire de son hôtel et grand prévôt de France. D'autre part, de Sébastien Darcry nous ne connaissons que le nom. Quoi qu'il en soit, noble homme, Sébastien Le Hardy de La Trousse n'en dut pas moins « mettre devant lui genou en terre, sans épée ni éperon, en attitude de vassal, et en cet état lui porter les foi, hommage et devoirs accoutumés. »
La Trousse ne devait pas tarder à s'annexer Cocherel ; le 3 février 1622, en effet, le grand prévôt de France acquérait de Sébastien Darcry sa seigneurie elle-même et en faisait foi et hommage le 24 juillet 1623 au seigneur de Chamigny qui était alors Jacques Nompar de Caumont, duc de la Force.
Jacques NOMPAR DE CAUMONT
Cocherel est resté dans la maison de La Trousse, et a suivi le sort du marquisat.

##### Les Fiefs
Outre le fief principal et les fiefs du Vivier et des Riches, il en existait plusieurs autres sur la paroisse de Cocherel. Le fief dit de Giencourt ou Geincourt avait son siège dans le petit quartier du village qui porte encore ce nom. En 1510 Jean Piédefer eut l'honneur de comparaître comme seigneur de Giencourt au procès-verbal de réformation des coutumes de la prévôté et vicomté de Paris. Il était dû, en vertu de baux à rente, au seigneur de ce fief par chaque arpent 1 denier de cens, 2 sous 11 deniers de surcens et la poule de coutume. (Une poule par an et par feu).
Ce fief de peu d'importance s'est confondu dans les possessions de la maison de La Trousse.
Le fief de la Fesse qui confinait au terroir de la paroisse de Dhuisy et comprenait des usages et pâtis dont il sera amplement question plus loin, avait dépendu de la terre de Cocherel. En 1551 et 1558 Jacques-Antoine Darcry en vendit une partie à Louis du Broullat, seigneur de- Lizy et à Magdelaine du Broullat, sa fille, épouse de François d'Angennes, seigneur de Montlouet et de Lizy ( http://racineshistoire.free.fr/LGN/PDF/Angennes.pdf.) Dès le 4 août 1551, en effet, Louis du Broullat avait fait, pour sa part de ce fief, foi et hommage à l'abbesse et aux religieuses du couvent de Jouarre dont il relevait.
Le surplus du fief passa au seigneur de La Trousse qui, en 1613, en faisait foi et hommage au même couvent de Jouarre. Cocherel comprenait encore le fief de L'Etancourt qui, s'étendant depuis le hameau de la Folie jusqu'au-delà de celui de la Loge, était enclavé dans les fiefs de Cocherel, de Montjay, des Ecoliers et de Montsoutin.
Il ne fut jamais réuni au domaine de La Trousse.
Cette terre, dont l'étendue était d'environ 267 arpents, ne fut érigée en fief qu'en 1682, en faveur de Messire François de Laval, chevalier, seigneur de L'Etancourt et de Montsoutin, lieutenant général de l'artillerie de France.
Le comte de Roye de la Rochefoucauld, seigneur de La Ferlé au Col et de Chamigny, suzerain de Messire de Laval, l'avait en affection ; le grand Turenne lui-même avait en estime ce soldat qui avait servi plusieurs années sous lui, comme commandant l'artillerie de France. Aussi le suzerain accéda-t-il au désir du sieur de Laval qui demandait l'érection en fief, sous le nom de L'Etancourt, des héritages qu'il possédait dans les 267 arpents, avec les cens, rentes et coutumes que lui devaient les autres propriétaires et aussi avec 3 setiers d'avoine que les habitants de Cocherel devaient annuellement pour la permission à eux accordée de mener paître leurs bestiaux dans les terres et bois de ce fief. Vers la fin du XVIIe siècle, Leschassier, seigneur du Méry-sur-Marne, acquit le fief de L'Etancourt et prit le titre de seigneur de Méry et de L'Etancourt. Par la suite, ce fief fut dénommé fief de Méry.

#### Domaine de la Seigneurie
La seigneurie de Cocherel, telle qu'elle était constituée à la fin du XVIIe, s'étendait sur 1177 arpents (mesure de 20 pieds) en terres, bois et prés.
La paroisse de Crépoil contenait 329 arpents.
Le seigneur était propriétaire sur Cocherel de 337 arpents de terre ; de plus, comme seigneur de Cocherel et aussi comme seigneur de Lizy, il y possédait 224 arpents de bois.
Parmi les droits seigneuriaux et féodaux qui avaient pesé sur Cocherel, la taille et la corvée seigneuriales, les ferrages, la mainmorte, le for-mariage avaient disparu depuis plus ou moins longtemps ; il ne subsistait plus à la fin de ce siècle que les suivants :
La justice dans sa plénitude (haute, moyenne et basse), elle était réunie au bailliage du marquisat. Un notaire était chargé de recevoir les actes publics sous le tabellionnage de La Ferté-sous-Jouarre, d'où relevait la justice de CocherelVoici les noms de quelques-uns de ces notaires : 1408, Lessonnat ; 1501, Lecomte ; 1507, Baulde ; 1516, Filiaires ; 1529, Delapierre ; 1543, Cocuel ; 1556, Rapportebled ; 1562, Rommerel ; 1572, Liennecot ; 1574, Hartou ; 1600, Delaplace ; 1660, Cocuel ; 1662, César Bataille ; 1676, Duval ; 1717, Maslé ; 1732, René Huyard. Les minutes de ces notaires paraissent perdues.
Les cens, surcens et rentes seigneuriales. Le cens était une redevance prélevée par le seigneur sur toute terre de roture située en sa seigneurie, comme prix de la protection qu'il assurait ou était censé assurer. Cette redevance était de 6 deniers par arpent. Le surcens et les rentes seigneuriales reposaient sur la convention ; c'était le prix d'une concession faite par le seigneur. Ils étaient irrachetables comme le cens lui-même, et le propriétaire, quel qu'il fût, ne pouvait en affranchir sa maison ou son champ. En 1785, comme on l'a vu plus haut, les cens, surcens et rentes seigneuriales s'élevaient à 203 l. 10 s. 9 d. tant en argent qu'en nature (blé, avoine, chapons, poulets, etc.) ; de plus il était dû, pour les pâtis communaux de Cocherel, en argent 3 l. 18 s. 5 d. et en avoine 235 minois 2 picotins et demi évalués 399 l. 15 s. 6 d., ce qui donne pour la seigneurie de Cocherel 607 l. 4 s. 6 d. On remarquera que les redevances en grains consistaient principalement en avoine et on en conclura que la culture de celle céréale était dominante. Les lods et ventes. Toute vente immobilière donne aujourd'hui ouverture au profit de l'Etat à un droit que nous appelons de mutation ou droit d'enregistrement qui, après avoir été longtemps de 6 fr. 05 c, décimes compris, a été porté à 6 fr. 87 c. 1/2 pour %. Avant 1789, indépendamment du droit de contrôle (un pour cent à payer au roi), toute vente do bien de roture donnait ouverture au profit du seigneur à un droit appelé lods et ventes ; à Cocherel il s'élevait au 6e du prix soit 16 2/3 pour cent. A ce taux exorbitant, s'il n'avait été par lui-même un obstacle sérieux à la circulation des biens, le seigneur eût perçu annuellement, 1.831 l. 5 s.
Banalité. La seigneurie de Cocherel possédait à la limite de son territoire vis-à-vis le hameau de Chaton, sur la hauteur, un moulin à vent qui jouissait de la banalité, c'est-à-dire auquel les habitants de la seigneurie devaient obligatoirement faire moudre leurs grains. Il a disparu depuis plus de 300 ans.

#### Droits du fief de L'Etancourt
Les mêmes droits, pour le fief de L'Etancourt, appartenaient au seigneur de ce nom depuis 1682. Ils lui avaient été transférés par le comte de Roye, seigneur de La Ferté-au-Col et de Chamigny, moyennant une indemnité fixée à 1.618 livres, lors de l'érection en fief de cette seigneurie. Les cens et rentes s'élevaient annuellement à 23 l. 7 s. et 3 chapons ; la justice avec maire, procureur fiscal, greffier, ressortissait par appel au bailliage de La Ferté-au-Col et Chamigny.
La commune de Cocherel a englobé celle de Crépoil depuis le 11 décembre 1842.

### Site néolithique
Un site funéraire y fut découvert en 1685, il pourrait être le premier site identifié alors comme préhistorique. Olivier Estienne, "avocat en Parlement" en fit une description, puis, constatant qu'il n'y avait rien "qui pût faire faire (sic) croire que ces hommes-là eussent été des chrétiens", autorisa "Messire Le Prévost de Cocherel, chevalier, seigneur des fiefs et seigneureries du haut & bas Cocherel" à "appliquer les dites pierres sans aucun scrupule à tel usage que bon lui semblerait." Le site fut donc détruit et les pierres réutilisées ailleurs.

## Politique et administration

### Liste des maires
| Période                                  | Période  | Identité       | Étiquette | Qualité                                            |
| ---------------------------------------- | -------- | -------------- | --------- | -------------------------------------------------- |
| Les données manquantes sont à compléter. |          |                |           |                                                    |
| 1995                                     | En cours | Pierre Eelbode | Agir      | Agriculteur Président de la Communauté de communes |

## Équipements et services

### Eau et assainissement
L’organisation de la distribution de l’eau potable, de la collecte et du traitement des eaux usées et pluviales relève des communes. La loi NOTRe de 2015 a accru le rôle des EPCI à fiscalité propre en leur transférant cette compétence. Ce transfert devait en principe être effectif au 1er janvier 2020, mais la loi Ferrand-Fesneau du 3 août 2018 a introduit la possibilité d’un report de ce transfert au 1er janvier 2026,.

#### Assainissement des eaux usées
En 2020, la gestion du service d'assainissement collectif de la commune de Cocherel est assurée par la communauté de communes du Pays de l'Ourcq (CCPO) pour la collecte, le transport et la dépollution. Ce service est géré en délégation par une entreprise privée, dont le contrat arrive à échéance le 29 février 2024,,.
L’assainissement non collectif (ANC) désigne les installations individuelles de traitement des eaux domestiques qui ne sont pas desservies par un réseau public de collecte des eaux usées et qui doivent en conséquence traiter elles-mêmes leurs eaux usées avant de les rejeter dans le milieu naturel. La communauté de communes du Pays de l'Ourcq (CCPO) assure pour le compte de la commune le service public d'assainissement non collectif (SPANC), qui a pour mission de vérifier la bonne exécution des travaux de réalisation et de réhabilitation, ainsi que le bon fonctionnement et l’entretien des installations,.

#### Eau potable
En 2020, l'alimentation en eau potable est assurée par la communauté de communes du Pays de l'Ourcq (CCPO) qui en a délégué la gestion à une entreprise privée, dont le contrat expire le 31 décembre 2023,.
Les nappes de Beauce et du Champigny sont classées en zone de répartition des eaux (ZRE), signifiant un déséquilibre entre les besoins en eau et la ressource disponible. Le changement climatique est susceptible d’aggraver ce déséquilibre. Ainsi afin de renforcer la garantie d’une distribution d’une eau de qualité en permanence sur le territoire du département, le troisième Plan départemental de l’eau signé, le 3 octobre 2017, contient un plan d’actions afin d’assurer avec priorisation la sécurisation de l’alimentation en eau potable des Seine-et-Marnais. A cette fin a été préparé et publié en décembre 2020 un schéma départemental d’alimentation en eau potable de secours dans lequel huit secteurs prioritaires sont définis. La commune fait partie du secteur CCPO.

## Population et société

### Démographie
L'évolution du nombre d'habitants est connue à travers les recensements de la population effectués dans la commune depuis 1793. Pour les communes de moins de 10 000 habitants, une enquête de recensement portant sur toute la population est réalisée tous les cinq ans, les populations de référence des années intermédiaires étant quant à elles estimées par interpolation ou extrapolation. Pour la commune, le premier recensement exhaustif entrant dans le cadre du nouveau dispositif a été réalisé en 2004.

En 2022, la commune comptait 619 habitants, en évolution de −3,13 % par rapport à 2016 (Seine-et-Marne : +3,92 %, France hors Mayotte : +2,11 %).
| 1793 | 1800 | 1806 | 1821 | 1831 | 1836 | 1841 | 1846 | 1851 |
| ---- | ---- | ---- | ---- | ---- | ---- | ---- | ---- | ---- |
| 382  | 379  | 380  | 327  | 382  | 393  | 375  | 549  | 531  |

| 1856 | 1861 | 1866 | 1872 | 1876 | 1881 | 1886 | 1891 | 1896 |
| ---- | ---- | ---- | ---- | ---- | ---- | ---- | ---- | ---- |
| 470  | 484  | 465  | 415  | 440  | 423  | 404  | 416  | 388  |

| 1901 | 1906 | 1911 | 1921 | 1926 | 1931 | 1936 | 1946 | 1954 |
| ---- | ---- | ---- | ---- | ---- | ---- | ---- | ---- | ---- |
| 363  | 344  | 325  | 289  | 324  | 289  | 284  | 317  | 310  |

| 1962 | 1968 | 1975 | 1982 | 1990 | 1999 | 2004 | 2006 | 2009 |
| ---- | ---- | ---- | ---- | ---- | ---- | ---- | ---- | ---- |
| 280  | 233  | 209  | 238  | 447  | 484  | 553  | 559  | 587  |

| 2014 | 2019 | 2022 | - | - | - | - | - | - |
| ---- | ---- | ---- | - | - | - | - | - | - |
| 641  | 626  | 619  | - | - | - | - | - | - |

### Sports
- Le MC Espace Moto Verte est une association loi de 1901 affiliée la Fédération française de motocyclisme depuis le début des années 1990. Présente sur les circuits français depuis de nombreuses années, elle a vu plusieurs de ses membres connaître la joie des podiums et des titres dans diverses catégories en championnat de France.

## Économie

### Revenus de la population et fiscalité
En 2017, le nombre de ménages fiscaux de la commune était de 206, représentant 620 personnes et la  médiane du revenu disponible par unité de consommation  de 22 710 euros.

### Emploi
En 2017 , le nombre total d’emplois dans la zone était de 32, occupant 300 actifs  résidants.
Le taux d'activité de la population (actifs ayant un emploi) âgée de 15 à 64 ans s'élevait à 71,1 % contre un taux de chômage de 8,3 %. 
Les 20,6 % d’inactifs se répartissent de la façon suivante : 9,2 % d’étudiants et stagiaires non rémunérés, 4,9 % de retraités ou préretraités et 6,6 % pour les autres inactifs.

### Secteurs d'activité

#### Entreprises et commerces
En 2018, le nombre d'établissements actifs était de 31 dont 9 dans la construction, 9 dans le commerce de gros et de détail, transports, hébergement et restauration, 1 dans les activités financières et d'assurance, 1 dans les activités immobilières, 8 dans les activités spécialisées, scientifiques et techniques et activités de services administratifs et de soutien, et 3  étaient relatifs aux autres activités de services.
En 2019, 7 entreprises ont été créées sur le territoire de la commune, dont 4 individuelles.
Au 1er janvier 2021, la commune ne disposait pas d’hôtel et de terrain de camping.

#### Agriculture
Cocherel est dans la petite région agricole dénommée l'« Orxois », à l'extrême nord-est du département et s'étendant sur les épartements de l'Aisne et de l'Oise. En 2010, l'orientation technico-économique de l'agriculture sur la commune est la culture de céréales et d'oléoprotéagineux (COP).
Si la productivité agricole de la Seine-et-Marne se situe dans le peloton de tête des départements français, le département enregistre un double phénomène de disparition des terres cultivables (près de 2 000 ha par an dans les années 1980, moins dans les années 2000) et de réduction d'environ 30 % du nombre d'agriculteurs dans les années 2010. Cette tendance se retrouve au niveau de la commune où le nombre d’exploitations est passé de 4 en 1988 à 3 en 2010. Parallèlement, la taille de ces exploitations augmente, passant de 128 ha en 1988 à 187 ha en 2010.
Le tableau ci-dessous présente les principales caractéristiques des exploitations agricoles de Cocherel, observées sur une période de 22 ans : 
|                                      | 1988 | 2000 | 2010 |
| ------------------------------------ | ---- | ---- | ---- |
| Dimension économique,                |      |      |      |
| Nombre d’exploitations (u)           | 4    | 4    | 3    |
| Travail (UTA)                        | 10   | 5    | 6    |
| Surface agricole utilisée (ha)       | 512  | 618  | 561  |
| Cultures                             |      |      |      |
| Terres labourables (ha)              | 483  | 599  | 533  |
| Céréales (ha)                        | 301  | 368  | 316  |
| dont blé tendre (ha)                 | 214  | 323  | 271  |
| dont maïs-grain et maïs-semence (ha) | 37   | s    | s    |
| Tournesol (ha)                       | 0    |      |      |
| Colza et navette (ha)                | s    | s    | 89   |
| Élevage                              |      |      |      |
| Cheptel (UGBTA)                      | 34   | 29   | 41   |

## Culture locale et patrimoine

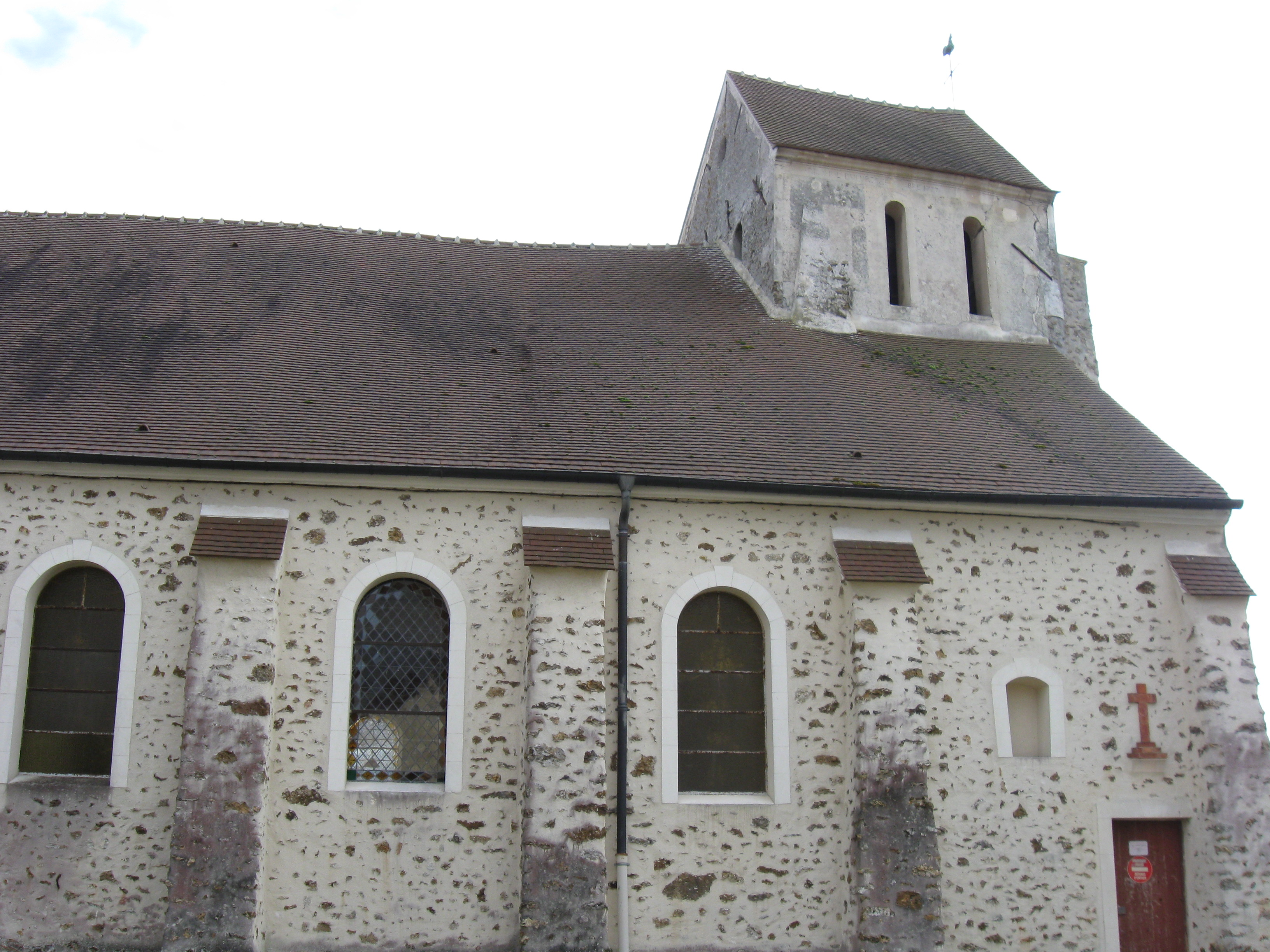
L'église Saint-Christophe-et-Saint-Jacques-le-Majeur.

### Lieux et monuments
- Église Saint-Christophe-et-Saint-Jacques-le-Majeur[66],[67].

L'intérieur de l'église est très dégradé (2016), bien que contenant des objets protégés.
- Château de Cocherel[68].